# Bíró Kriszta
Bíró Kriszta (Budapest, 1970. február 17. –) Jászai Mari-díjas és Aase-díjas magyar színésznő. Parti Nagy Lajos költő-író felesége.

## Pályája
A Színház- és Filmművészeti Főiskolán végzett 1992-ben. A szolnoki Szigligeti Színházhoz szerződött, 1994-ben pedig a Miskolci Nemzeti Színházhoz.
1995-től 1997-ig a kecskeméti Katona József Színházban játszott. 1997 és 2004 között szabadfoglalkozású színművész volt. 2004 óta az Örkény István Színház tagja. A Keleti István Művészeti Szakközépiskola tanára.

### Családja
Férje Parti Nagy Lajos. Fia Bánki Mihály, szintén színész, akinek édesapja Bánki György pszihiáter.

## Színpadi szerepei
- Shakespeare: Rómeó és Júlia... Júlia
- Molnár Ferenc: Az Ibolya... Ilonka
- Katajev: A kör négyszögesítése... Ludmilla
- Enquist: A tribádok éjszakája... Marie
- Szilágyi Andor: El nem küldött levelek... Angelina
- Molnár Ferenc: A testőr... A páholyosnő
- Shakespeare: A hárpia megzabolázása, avagy A makrancos hölgy... Özvegy
- Molnár Ferenc: Az üvegcipő... Keczeli Ilona
- Tasnádi István: Finito... Tigris Niki
- Parti Nagy Lajos: Ibusár... Sárbogárdi Jolán
- Csehov: Apátlanul... Alekszandra Ivanovna – Szása
- Blogvadászat
- Georges Feydeau: A hülyéje... Madame Pontagnac
- nőNyugat (több szerep)
- Julian Crouch – Phelim McDermott: Jógyerekek képeskönyve... Petike
- Liliomfi – Szomszédasszony
- Rouelle (Képzelt beteg, Örkény Színház)
- Janika (Karinthy Színház, Janika)
- Nő (Átrium Filmszínház, Átriumklorid)

## Filmjei

### Játékfilmek
- Túsztörténet (1989)
- Sülve-főve (1991)
- Sose halunk meg (1992)
- Vigyázók (1993)
- Franciska vasárnapjai (1996)
- Derengő (1998)
- A Hídember (2003)
- Drum Bun – Jó utat (2004)
- Állítsátok meg Terézanyut! (2004)
- Sorstalanság (2005)
- Régimódi történet (2006)
- Rokonok (2006)
- Pánik (2008)
- 1 (2009)
- Valami madarak (2023)

### Tévéfilmek
- Glóbusz (1993)
- Kisváros (1996)
- Linda (2000)
- A múzsa csókja (2002)
- Sorstalanság
- Drum Bun
- Kaffka Margit és Bauer Henrik (2003)
- Szibériai nyuszt (2005)
- Örkénylexikon 2006
- Régimódi történet (2006)
- Presszó (2008)

## Könyvei
- Jozefa (AbOvo Kiadó, 2003 ISBN 963-93782-16)
- Fiókregény (AbOvo Kiadó, 2005 ISBN 963-9378-43-7)
- Fércmű (AbOvo Kiadó, 2013)
- Molnár Piroska: Kvittek vagyunk. Beszélgetőtárs: Bíró Kriszta; Corvina, Bp., 2020

## Színpadi adaptációi
- Kosztolányi Dezső: Édes Anna – 2005. Székesfehérvári Vörösmarty Színház
- Thornton Wilder: Szent Lajos király hídja – 2006. Magyar Színház
- nőNyugat, Thália Színház, 2010

## Cd-k, hangoskönyvek
- Balla Zsófia: Ahogyan élek (2019)

## Díjai
- Az évad színésznője – Miskolci Nemzeti Színház (1995)
- Évad színésznője – Örkény István Színház (2005)
- Jászai Mari-díj (2008)
- Mensáros László-díj (2009)
- Színikritikusok Díja – Különdíj a nőNYUGAT című előadásért (2011)
- Aase-díj (2022)[4]

## Külső hivatkozások
- Bíró Kriszta a PORT.hu-n (magyarul)
- Bíró Kriszta az Internetes Szinkronadatbázisban (magyarul)
- Bíró Kriszta az Internet Movie Database-ben (angolul)